# Bar'er neizvestnosti
Bar'er neizvestnosti (Барьер неизвестности, in italiano La barriera dell'ignoto) è un film del 1961 diretto da Nikita Kurichin.